# José Maria Pires
José Maria Pires (Conceição do Mato Dentro, 15 maart 1919 – Belo Horizonte, 27 augustus 2017) was een Braziliaans geestelijke en een aartsbisschop van de Rooms-Katholieke Kerk.
Pires werd op 20 december 1941 priester gewijd. Op 25 mei 1957 werd hij benoemd tot bisschop van Araçuaí; zijn bisschopswijding vond plaats op 22 september 1957.
Pires was een van de concilievaders van Vaticanum II. Op 2 december 1965 werd hij benoemd tot aartsbisschop van Paraíba.
Pires ging op 29 november 1995 met emeritaat.
- Gemeinsame Normdatei: 1147174768
- International Standard Name Identifier: 0000 0000 8445 1781
- Library of Congress Control Number: n2007214158
- Système universitaire de documentation: 249963612
- Virtual International Authority File: 41305774
- WorldCat: E39PBJkT9gbCMGpyCjQdVQcQMP